# Paradummy

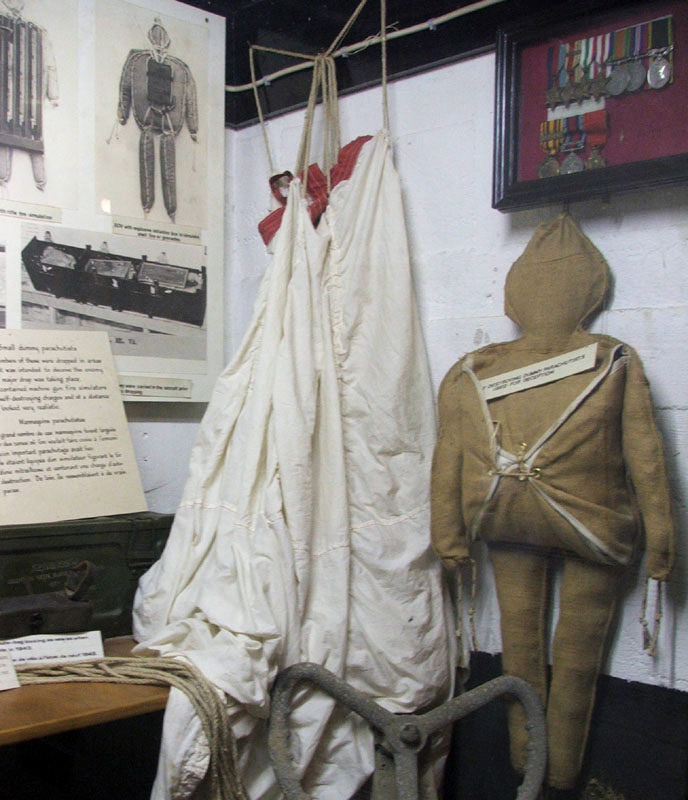
Ein Paradummy vom Typ Rupert (verwendet in der Operation Titanic)

Paradummys (deutsch Fallschirmjägerpuppen) sind erstmals im Zweiten Weltkrieg genutzte Puppen, die, aus einem Flugzeug abgeworfen, vom Feind für Fallschirmjäger gehalten werden sollen, um so die Invasion aus der Luft größer erscheinen zu lassen als sie wirklich ist. Weiterhin können mittels Paradummys feindliche Einheiten in angelegte Hinterhalte gelockt werden.

## Deutsche Puppen
Der erste bekannte Einsatz von Paradummys fand während der deutschen Invasion der Niederlande und Belgiens im Mai 1940 statt, u. a. bei der Erstürmung des Forts Eben-Emael. Die Deutschen benutzten 200 strohgefüllte Puppen, die 40 km westlich von Eben-Emael aus den Flugzeugen abgeworfen wurden und so die belgischen Reserven rund um Lüttich in die Irre führten. Die eigentlichen deutschen Fallschirmeinheiten waren zahlenmäßig viel kleiner. Im August 1940 wurden auch über Schottland zu Täuschungszwecken Fallschirmpuppen abgeworfen. Allerdings gibt es keine Puppen aus dieser Zeit mehr, dadurch sind die Informationen über deren Aussehen und sonstige Details nicht mehr bekannt.
Auch zu späteren Zeitpunkten benutzen die deutschen Fallschirmeinheiten künstliche Springer, so zum Beispiel während der Ardennenoffensive ab Mitte Dezember 1944. Diese sahen so täuschend echt aus, dass die Amerikaner teilweise fluchtartig ihre Positionen verließen. Spätere Aufklärungen ergaben aber nur die Landung von Puppen sowie das Auffinden vereinzelter deutscher Soldaten, die gefangen genommen wurden.
Die Wehrmacht soll zur noch realistischeren Darstellung der Landung mit kleinen Rauchbomben experimentiert haben, die an den Füßen der Puppe befestigt waren, um die aufstaubende Erde zu simulieren. Eingesetzt wurden solche modifizierten Puppen aber nicht.

## Britische Puppen
Der erste bekannte Einsatz von Fallschirmjägerpuppen war im September 1942 in Nordafrika, als sie bei Siwa über italienischen Einheiten abgeworfen wurden. Dabei wurde Einsatzerfahrung gesammelt, die in Verbesserungsvorschlägen mündeten (z. B. empfohlene Größe und Gewicht, und Absetzung durch Bodenluke statt Seitentüre). Im Juni 1944 wurden während der Operation Hasty ebenfalls Puppen über Italien eingesetzt.
Die Fallschirmpuppen dienten 1942 zur Ablenkung der britischen Invasion auf Madagaskar, das zu der Zeit von Vichy-Frankreich beansprucht wurde. Die Puppen, die während der Operation Ironclad zum Einsatz kamen, entsprachen in etwa denen, die später bei der Invasion in der Normandie in der Nacht des D-Day abgeworfen wurden. Über die Vorläufer aus dem Jahr 1942 ist kaum etwas bekannt, da keine Puppen mehr existieren.

### Operation Titanic
Der Abwurf von Fallschirmjägerpuppen über der Normandie ist der wohl bekannteste Einsatz dieser Art. Die eingesetzten britischen Puppen wurden in den USA gefertigt und dann nach Großbritannien verschifft. Am frühen Morgen des 6. Juni 1944 wurden zur Verwirrung der deutschen Verteidiger als Vorbereitung der Invasion hunderte Puppen entlang des Küstenhinterlands abgeworfen. Dies lenkte viele deutsche Einheiten von den eigentlichen Absprungzonen der Alliierten ab. Mit den Puppen sprangen auch sechs Soldaten des Special Air Service ab. Sie erzeugten zusätzlich laute Kampfgeräusche und führten Ablenkungsattacken auf deutsche Positionen aus.

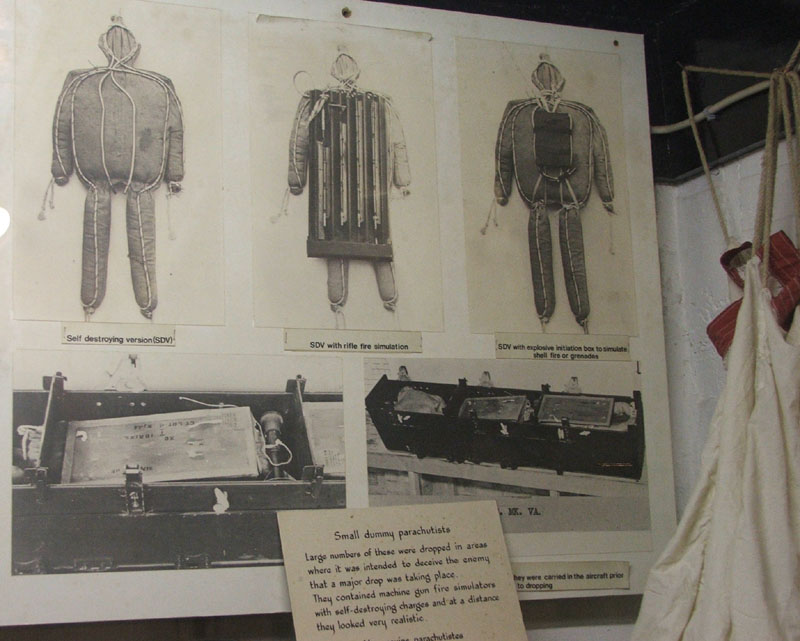
Rupert-Varianten: Simulation von Gewehr- und Granatfeuer

Die für die Operation Titanic benutzten Puppen erhielten den Spitznamen Rupert; der offizielle Name war “Device Camouflage No. 15”. Sie waren aus Sackleinen gefertigt und waren mit Stroh oder auch mit Grünabfällen befüllt. In den 1980er-Jahren fand man noch welche in einer Lagerhalle eines alten britischen Flugplatzes. Einige der Originalpuppen, die aus diesem Fund stammten oder abgeworfen worden waren, sind heute in Kriegsmuseen ausgestellt.
Die Puppen sind unbeweglich und mit ca. 85 cm kleiner als ein Mensch, können aber in der Luft und am Boden während der Dämmerung optisch nur schwer von Fallschirmspringern unterschieden werden. Hinzu kommt, dass auch echte Fallschirmspringer sich während des Sprungs bewegungslos an den Seilen hängen ließen, um von verteidigenden Bodentruppen nicht von mitspringenden Puppen oder bereits in der Luft erschossenen Kameraden unterschieden werden zu können.

## Amerikanische Puppen

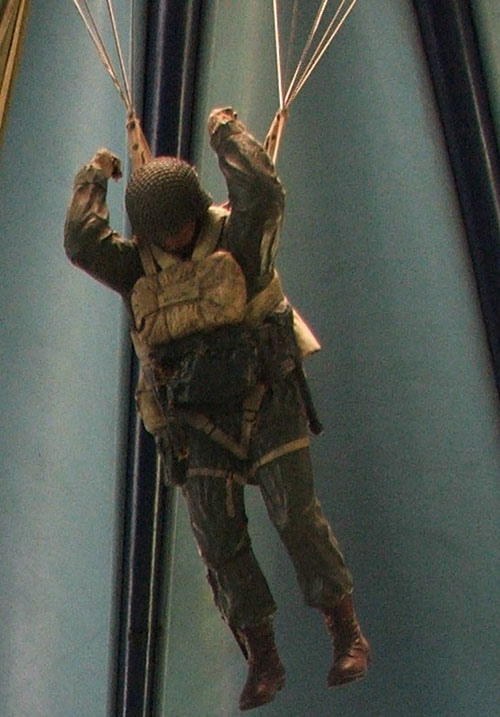
Paradummy, der als Requisite bei den Dreharbeiten zum Film Der längste Tag verwendet wurde

In den USA testete die US-Marine 1943 den Einsatz von Fallschirmpuppen, die aus einem nichtmagnetischen Metall, wahrscheinlich Aluminium, bestanden. Der Schauspieler Douglas Fairbanks Jr., der als Lieutenant bei der Navy diente, war direkt an der Entwicklung und dem Entwurf der Puppen beteiligt. Da das Aussehen der Puppen dem von der amerikanischen Filmakademie verliehenen Oscar ähnelte, bekamen sie dessen Spitznamen. Er brachte die Idee zu den Puppen aus Großbritannien mit, wo er einige Zeit stationiert war.
Die Testflüge mit den zehn angefertigten Puppen fanden an einem küstennahen Flugplatz bei der Chesapeake Bay Anfang März 1943 statt. Die Fallschirmpuppen wurden von einem TBF Torpedobomber über der Küste bzw. über dem Flugfeld abgeworfen. Drei Beobachtergruppen, die in verschiedenen Entfernungen standen, teilten ihre Eindrücke schriftlich der Marine mit. Ein Teil der Beobachter war im Unklaren gelassen worden und wusste nicht, dass Puppen abgeworfen wurden. Die Puppen erwiesen sich allerdings als Fehlkonstruktion, da sie zu klein waren (ca. 45 cm) und keine beweglichen Teile hatten, die sich während des Fluges bewegten. Die Beobachter bewerteten sie meist als unrealistisch.
Als Folge dieser Tests entwickelte die Marine in Lakehurst mit ca. 1,2 m größere Puppen aus Gummi, die mit einer CO2-Kartusche aufgeblasen wurden, die sogenannten „PD Packs“. Damit konnten Beobachter tatsächlich optisch getäuscht werden. Die „PD Packs“ kamen in Südfrankreich im August 1944 während der Operation Dragoon sowie auf den Philippinen zum Einsatz.

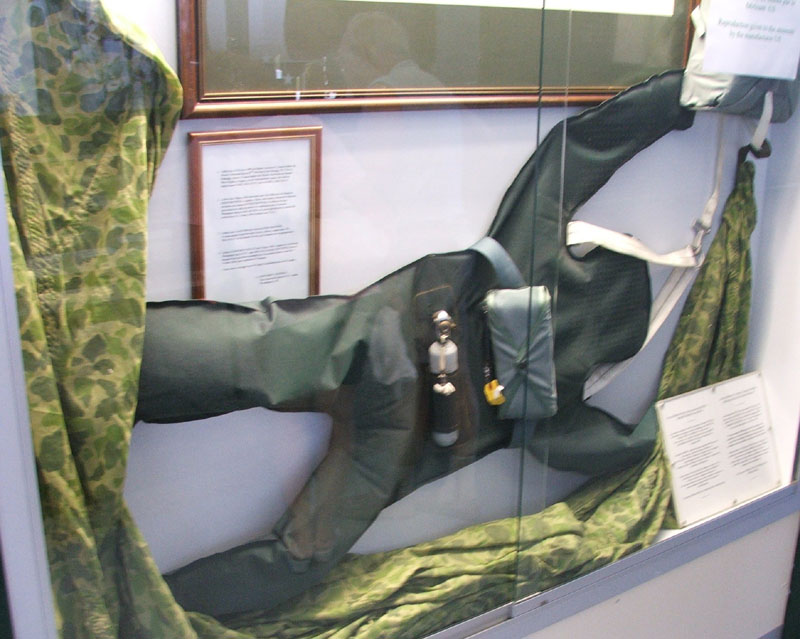
Nachbau eines aufblasbaren PD Packs (Gummipuppe)

Der größte amerikanische Einsatz von künstlichen Fallschirmjägern im Zweiten Weltkrieg fand während der Absprungs des 503. US-Fallschirminfanterieregiments am 5. September 1943 über Neuguinea statt. Es ist aber nicht abschließend geklärt, ob es sich dabei um die Aluminium- oder die Gummivariante handelte.
Nach dem Kriegsende entwickelte die United States Army in den 1950er-Jahren die Oscar-Variante weiter. Heraus kam eine zum besseren Transport faltbare Puppe, deren Kopf und Stiefel aus Gips gefertigt war. Die Puppen trugen nun auch realistische Stoffuniformen. Sie wurden bei Einsätzen im Koreakrieg benutzt.
Während des Vietnamkriegs warfen die Amerikaner übriggebliebene Puppen über Vietkong-Stellungen oder in deren Nähe ab. Sie lockten damit die Nordvietnamesen in vorbereitete Hinterhalte, um sie dort mit wartenden Einheiten zu attackieren.
Die modernen amerikanischen Paradummys sind aus PVC gefertigt und sehen wie kleine GI-Puppen aus, sind aber größer als die Dummys der 1950er-Jahre. Während des Golfkriegs setzten Spezialeinheiten diese Puppen zur Ablenkung irakischer Truppen ein. Auch in Afghanistan kamen sie zum Einsatz.
Mittels der Paradummys simulieren die Amerikaner bei Übungen auch eine größere Invasion mit Fallschirmjägern.